# Gynura calciphila
Gynura calciphila là một loài thực vật có hoa trong họ Cúc. Loài này được Kerr mô tả khoa học đầu tiên năm 1935.